# Eva Nogales
Evangelina Nogales de la Morena, née le 16 mai 1965 à Colmenar Viejo (communauté de Madrid) en Espagne, est une biophysicienne hispano-américaine spécialiste de la cryomicroscopie électronique et de la biologie cellulaire. 
Elle dirige ses recherches au laboratoire national Lawrence-Berkeley et elle est professeure à l'université de Californie à Berkeley. En 2023, elle reçoit le prix Shaw pour ses recherches sur la transcription des gènes.

## Biographie

### Enfance et éducation
Eva Nogales naît à Colmenar Viejo au nord de Madrid le 16 mai 1965 et grandit dans une famille de deux enfants. Ses parents grandissent après la guerre d'Espagne dans un contexte difficile et ne peuvent pas faire d'études. Son père devient berger et sa mère brodeuse. Ils soutiennent leurs enfants dans l'accès aux études supérieures. Enfant, Eva Nogales s'intéresse aux sciences grâce à l'émission de télévision Cosmos de Carl Sagan,. Elle est ensuite inspirée par ses professeures de sciences au lycée qui l'incitent à poursuivre dans cette voie. Elle entre à l'Université autonome de Madrid en 1983 et y poursuit des études de physique. Elle reçoit son Bachelor of Science en 1988. En 1992, elle soutient sa thèse de doctorat en biophysique à l'Université de Keele sous la direction de Joan Bordas au Royaume-Uni, alors qu'elle travaille au Synchrotron Radiation Source (en) à Daresbury dans le Cheshire. Sa thèse porte sur la tubuline, la protéine structurale des microtubules. Pour ses recherches, elle utilise la diffusion des rayons X aux petits angles et la cryomicroscopie électronique pour étudier les polymères de tubuline, qui étaient composés en présence des médicaments anticancéreux tels que la vinblastine et le paclitaxel.

### Carrière
De 1993 à 1995, Eva Nogales effectue ses recherches postdoctorales avec Kenneth Downing au laboratoire national Lawrence-Berkeley. Elle fait partie de l'équipe qui détermine pour la première fois la structure atomique de la tubuline par cristallographie électronique,. En 1995, elle travaille en tant que chargée de recherche au laboratoire national Lawrence-Berkeley. En 1998, elle rejoint le département de biologie moléculaire et cellulaire de l'Université de Californie à Berkeley en tant que professeure adjointe où elle continue d'étudier la dynamique des microbules dans son propre laboratoire. Elle est également chercheuse à l'Institut médical Howard Hughes depuis 2000. En 2014, Nogales collabore avec Jennifer Doudna pour comprendre la structure de Cas9, une protéine clé dans la technique d'édition génomique CRISPR-Cas9.
Ses recherches portant sur la combinaison de la cryomicroscopie électronique, de l'analyse des images et des essais biochimiques pour mieux comprendre la fonction et la régulation des complexes biologiques et des nanomachines. Son travail a permis de découvrir des aspects de la fonction cellulaire qui sont pertinents pour le traitement du cancer et d'autres maladies. Elle a identifié notamment le site de liaison de l'important médicament anticancéreux qu'est le paclitaxel. 

### Vie privée
Eva Nogales est mariée au physicien Howard Padmore, avec qui elle a deux fils.

## Hommage
Depuis 2021, une rue de Colmenar Viejo porte son nom.

## Récompenses et distinctions
- En 2023, Eva Nogales reçoit conjointement avec Patrick Cramer (en), le prix Shaw dans la catégorie « Sciences de la vie et médecine » pour ses travaux sur la transcription des gènes. Elle étudie notamment la manière dont une transcription conforme améliore la santé et comment les dérèglements de cette transcription provoquent la maladie[7],[8].
- 2021 : membre de l'Association américaine pour l'avancement des sciences[9]
- 2016 : membre de l'Académie américaine des arts et des sciences[10]
- 2015 : membre de l'Académie nationale des sciences[11]

## Publications
- (en) Eva Nogales, Michael Whittaker, Ronald A. Milligan et Kenneth H. Downing, « High-Resolution Model of the Microtubule », Cell, vol. 96, no 1,‎ janvier 1999, p. 79–88 (ISSN 0092-8674, PMID 9989499, DOI 10.1016/s0092-8674(00)80961-7 )
- (en) J Löwe, H Li, K. H Downing et E Nogales, « Refined structure of αβ-tubulin at 3.5 Å resolution11Edited by I. A. Wilson », Journal of Molecular Biology, vol. 313, no 5,‎ 9 novembre 2001, p. 1045–1057 (ISSN 0022-2836, PMID 11700061, DOI 10.1006/jmbi.2001.5077, lire en ligne)
- (en) Eva Nogales, « Structural Insights into Microtubule Function », Annual Review of Biophysics and Biomolecular Structure, vol. 30, no 1,‎ 1er juin 2001, p. 397–420 (ISSN 1056-8700, PMID 11441808, DOI 10.1146/annurev.biophys.30.1.397, lire en ligne)